# Calabuig
Calabuig es un pueblo del término municipal de Báscara, en el sector de levante del mismo. Se encuentra sobre una colina en la ribera derecha del río Fluviá, que queda al Norte, y está presidido por la iglesia parroquial de San Félix, que fue construida en el emplazamiento del antiguo castillo. En 2013, la población era de 86 habitantes (53 h en el núcleo urbano).

## Historia

### Primeras referencias del lugar
Ya en 893 se nombra la villa Calapodii (otras grafías son Calapodio, 1157; Calabujo, 1020; Calapodium, 1097 i 1174), que formó parte del Condado de Ampurias, mientras que Báscara pertenecía al de Besalú.

### El templo y el castillo

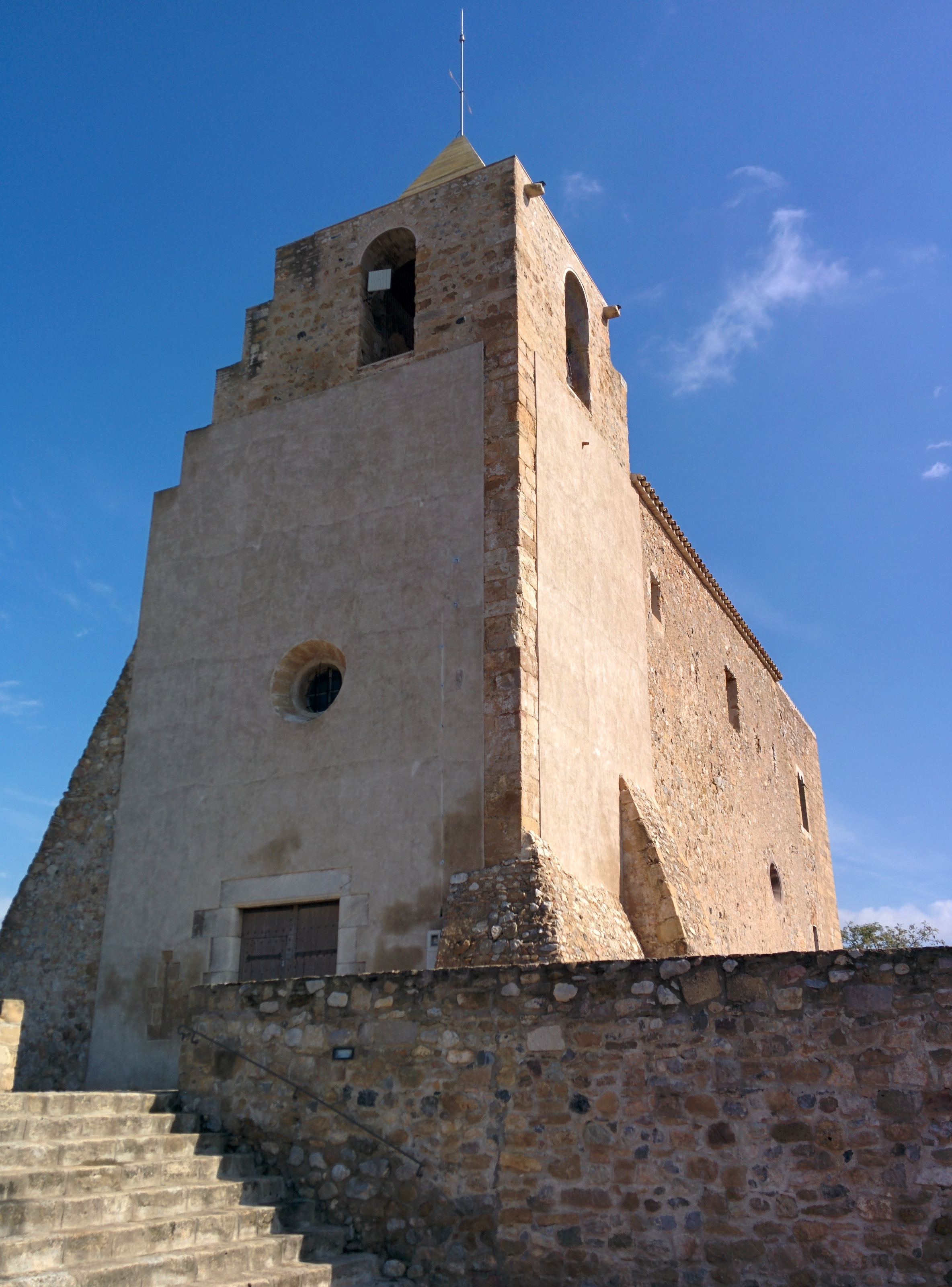
San Félix de Calabuig

La antigua iglesia parroquial de Sant Feliu se ubicaba en un lugar diferente al actual y ya está documentada desde principios del siglo XII. Tras los terremotos de 1427-28, el templo quedó destruido, solicitándose el traslado a unas dependencias del castillo, ya entonces destinadas a usos religiosos. La iglesia creció al amparo del castillo.
El castillo, que ocupaba el emplazamiento de la actual iglesia, perteneció a la familia Calabuig, pasando por enlace matrimonial a los Rocabertí. Fue destruido el año 1275 por orden del rey Jaime I, tras una revuelta nobiliaria contra él en que participó Dalmau VI de Rocabertí, señor del castillo, pero fue reconstruido cuando los Rocabertí volvieron a tener buenas relaciones con la realeza.

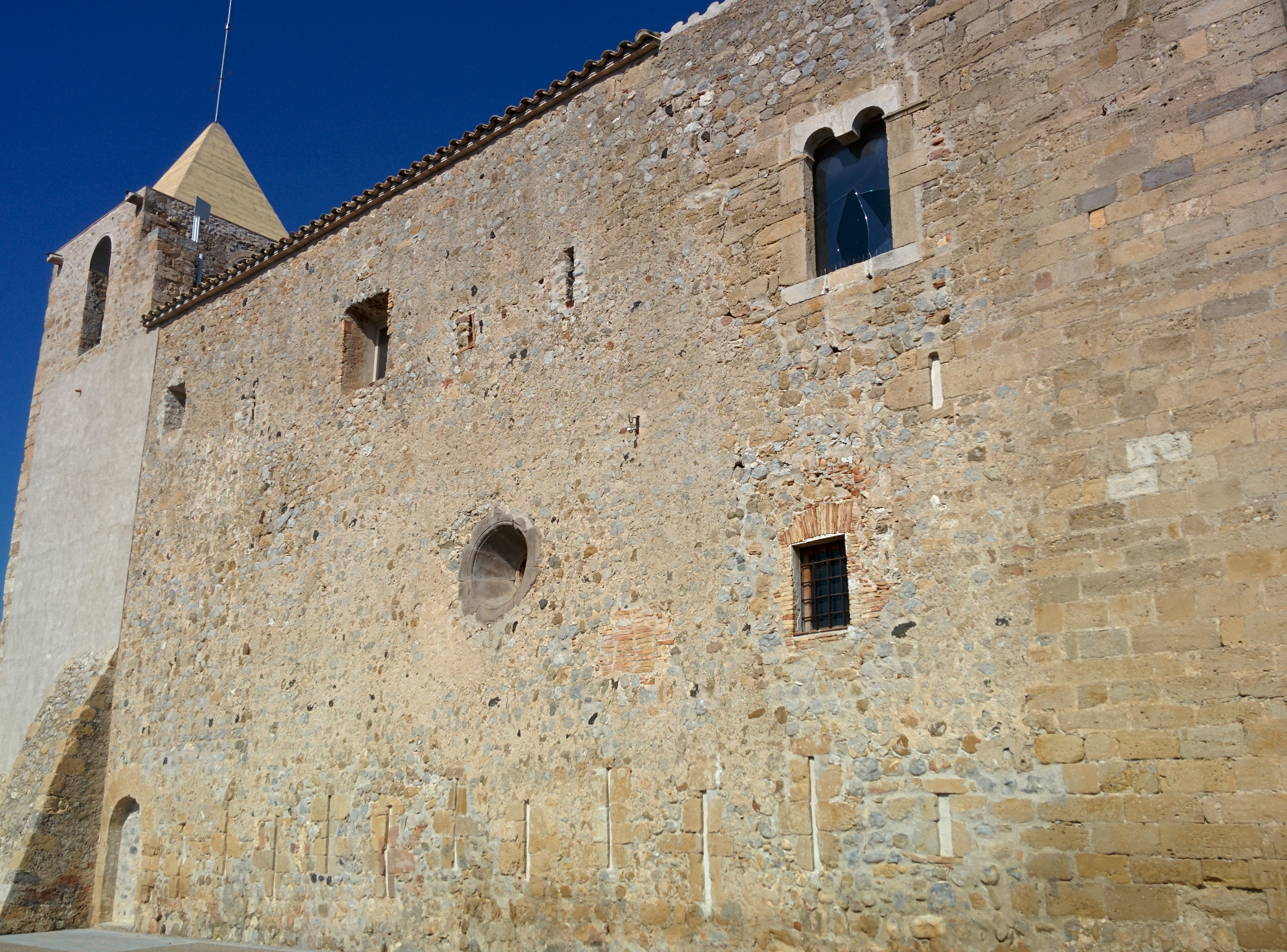
Muro sur de San Félix donde se aprecian restos del antiguo castillo

En siglos posteriores, el poder sobre el castillo cambió varias veces a manos de diferentes familias. El paso del tiempo y el uso militar que, en algunas contiendas, de él se hizo facilitaron el deterioro paulatino de sus dependencias, y las sucesivas rehabilitaciones y ampliaciones de la iglesia se fueron consolidando con los materiales y sobre el espacio del viejo castillo. 
De él ya tan solo se pueden apreciar algunos elementos en el muro sur del templo.

### Sant Nicolau de Calabuig
A unos dos km al SE del pueblo existió el priorato de San Nicolás de Calabuig, cuyos restos fueron usados para la construcción de la actual masía allí ubicada (Can Pagés). Ya aparece nombrado en 1097 en una bula de Urbano II confirmando el dominio de San Esteban de Bañolas sobre él. La comunidad ya no existía en 1618, aunque un monje de Bañolas continuaba teniendo el título de prior.	
Intervenciones arqueológicas modernas apuntan a que en ese lugar habría habido una villa romana, cuyos restos habrían servido en su momento para levantar el establecimiento monacal.

### El Molí Nou
Cerca del pueblo, en dirección al río, se encuentra el Molí Nou (molino nuevo), una casa de estilo indiano en cuyas inmediaciones se construyó en 1896 una pequeña central hidroeléctrica abastecida con agua del río Fluviá conducida por un canal desde Báscara. Esta minicentral proporcionaba electricidad a varios municipios de la zona. En 1913, se formó Hidroeléctrica del Ampurdán S.A., empresa a la que pasó a pertenecer esta pequeña central.
El aprovechamiento de esta energía eléctrica favoreció, años más tarde, el establecimiento en el lugar de una harinera bastante concurrida en su momento. 
En 1987, el lugar se adaptó como casa de colonias y granja.

## Calabuig en el Madoz
Por su gran interés documental e histórico, se transcribe a continuación, sin abreviaturas y respetando la grafía original, el artículo que sobre Calabuig aparece en el monumental Diccionario geográfico-estadístico-histórico de España y sus posesiones de Ultramar, obra de Pascual Madoz:

CALABUITX: Lugar en la provincia, partido judicial y diócesis de Gerona (4 Horas), audiencia territorial y capitanía general de Barcelona (24 horas). Situado en el Ampurdan, le combaten los vientos del norte; su clima es benigno y sano. Forma ayuntamiento con los pueblos de Bascara y Orriols. Consta de 20 casas y una iglesia parroquial (San Félix), servida por un cura de ingreso. El término limita al norte con Bascara y el río Fluviá, al este con Vilahur, al sur con Llampáyas y al oeste con Vilademi. Se estiende sobre un cuarto de hora por los cuatro puntos, y hay algunas fuentes de buenas aguas. El terreno es de inferior calidad, sin regadio ni montes, mas tiene algun plantio de viñedo y olivar. Le cruza un solo camino que desde La Escala dirige a Bascara, á donde van á recoger el correo los interesados. Produccion: trigo, vino y aceite; y cría ganado vacuno. Industria: un molino harinero. Poblacion: 21 vecinos, 89 almas. Capital productivo: 1 508 800 reales. Imponible: 37 720 reales.
Durante las diferentes tentativas que las tropas francesas hicieron al principiar la campaña de 1795, con el fin de forzar la linea de Fluvia por los puntos de Orfans y de Bascara, guarnecian el pueblo de Calabuitx 30 hombres, que se vieron atacados en la mañana del 25 de abril por 300 caballos franceses, que con algunas piezas de campaña habían pasado el rio Fluvia por la derecha de Bascara. Tuvo la espresada guarnicion que abandonar aquel punto con poca resistencia; pero habiendo sido reforzada, marchó contra el enemigo y le obligó á repasar el citado rio.